# Soběraz
Soběraz je obec v okrese Jičín v Královéhradeckém kraji. Leží vzdušnou čarou asi pět kilometrů od Jičína. Vede do ní odbočka ze silnice Jičín - Lomnice nad Popelkou, mezi Valdicemi a Železnicí. Žije zde 93 obyvatel.

## Historie
První písemná zmínka o Soběrazi pochází z roku 1362 v Soudní knize města Jičína, od které byly zapisovány různé odkazy majetku. Zápisy jsou latinské a v roce 1362, tedy za vlády Karla IV., tam bylo zaznamenáno:
Matyey de Sobyeraz resignavit l quartam agrorum in Holyn Lhaniewi et sue uxori cum pueris („Matěj ze Soběraze zanechal jednu čtvrtinu polí v Holíně Lhanovi, jeho manželce a chlapci“).

## Obyvatelstvo
| Rok            | 1869 | 1880 | 1890 | 1900 | 1910 | 1921 | 1930 | 1950 | 1961 | 1970 | 1980 | 1991 | 2001 | 2011 | 2021 |
| -------------- | ---- | ---- | ---- | ---- | ---- | ---- | ---- | ---- | ---- | ---- | ---- | ---- | ---- | ---- | ---- |
| Počet obyvatel | 359  | 343  | 336  | 307  | 286  | 269  | 232  | 166  | 146  | 104  | 75   | 69   | 79   | 91   | 93   |
| Počet domů     | 58   | 58   | 58   | 60   | 62   | 63   | 66   | 68   | 54   | 40   | 30   | 54   | 65   | 67   | 62   |

## Obecní správa
Mezi lety 1850–1976 byl Soběraz obcí v okrese Jičín. Od 30. dubna 1976 do 23. listopadu 1990 patřil jako část města k Železnici a od 24. listopadu 1990 je opět samostatnou obcí. V letech 1850–1889 k obci patřily Valdice.

### Obecní symboly
Znak a vlajka byly obci uděleny rozhodnutím předsedkyně Poslanecké sněmovny Parlamentu České republiky dne 27. června 2025.

## Hospodářství
Nacházejí se zde velké zemědělské závody, například firma MAVE Jičín a.s. zde má odchov více než 100 000 nosných slepic.

## Pamětihodnosti
- Zájezdní hostinec (čp. 46)
- Venkovský dům čp. 35
- Venkovský dům čp. 39

## Osobnosti
- Jan Wýtwar (1833–1926), podnikatel a politik, poslanec Českého zemského sněmu, předseda Občanské záložny v Plzni.[8]